# 廣田尚子
廣田 尚子（ひろた なおこ、1965年12月21日 - ）は、東京都出身のプロダクトデザイナー。ヒロタデザインスタジオ代表。女子美術大学教授。多摩美術大学客員教授。グッドデザイン賞審査委員。

## 来歴
東京芸術大学美術学部デザイン科卒業。株式会社GKテック入社。GKプランニング＆デザインを経てヒロタデザインスタジオ設立。
1997年ミラノサローネ出展。1998年The I.D.Annual Design Review入賞。ニューヨーク近代美術館（MoMA）、アムステルダム市立近代美術館にてオリジナルバッグ（NAOCA）を販売。プロダクトデザイン、バッグのデザインで注目されるデザイナー。
日本大学藝術学部非常勤講師を経て2006年から女子美術大学芸術学部デザイン学科准教授、2010年から同教授。多摩美術大学美術学部生産デザイン学科プロダクトデザイン専攻客員教授を併任（2007年4月から2010年3月まで同非常勤講師）。

## 主な受賞歴
- 国際バッグデザイン豊岡コンペ金賞（1994年）
- The I.D.Annual Design Review入賞(1998年）
- デザインフォーラムコンペ金賞（1999年）
- グッドデザイン賞（2000年）